# Rdza jeżyny

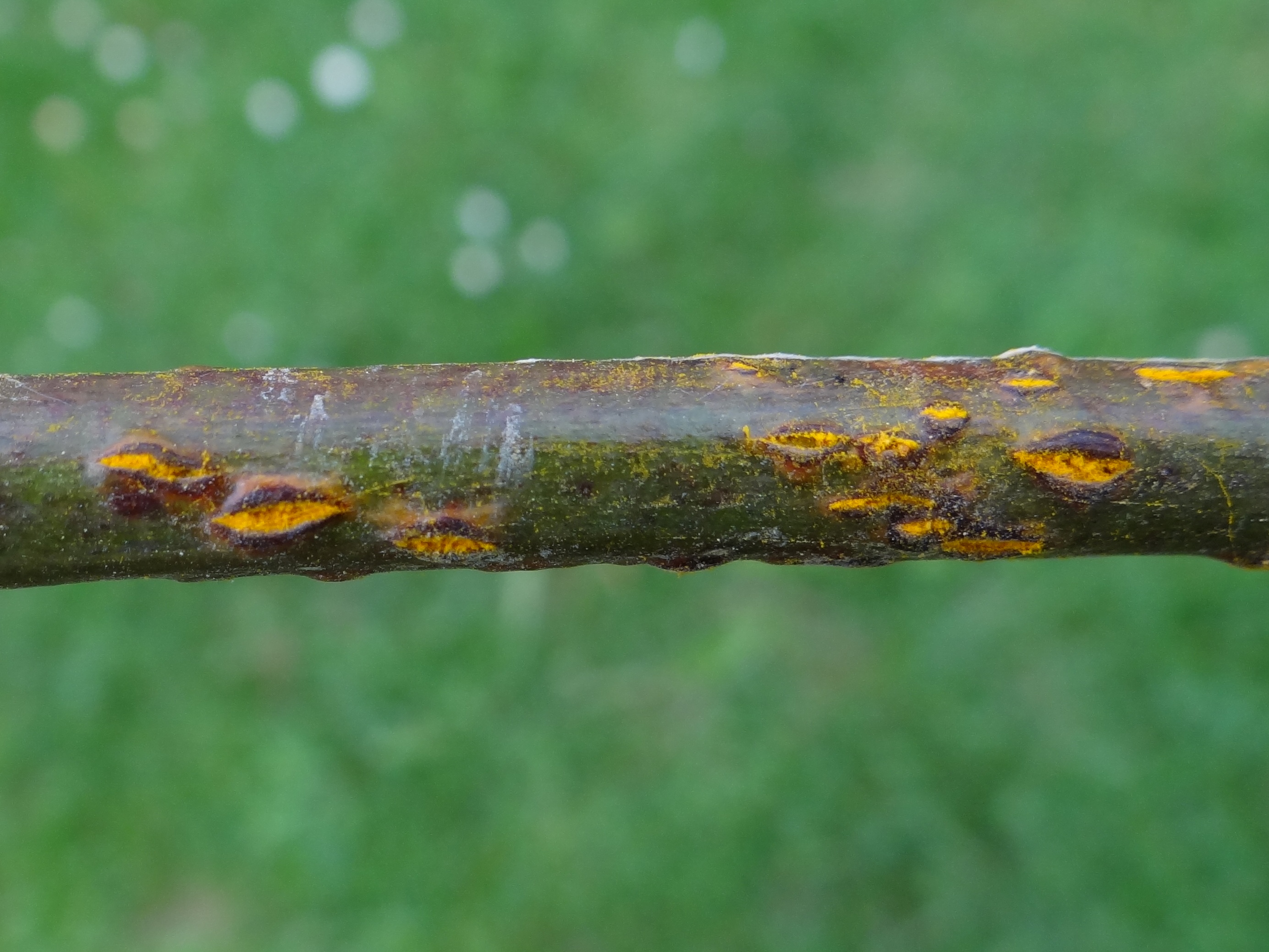
Ecja na łodydze jeżyny bezkolcowej

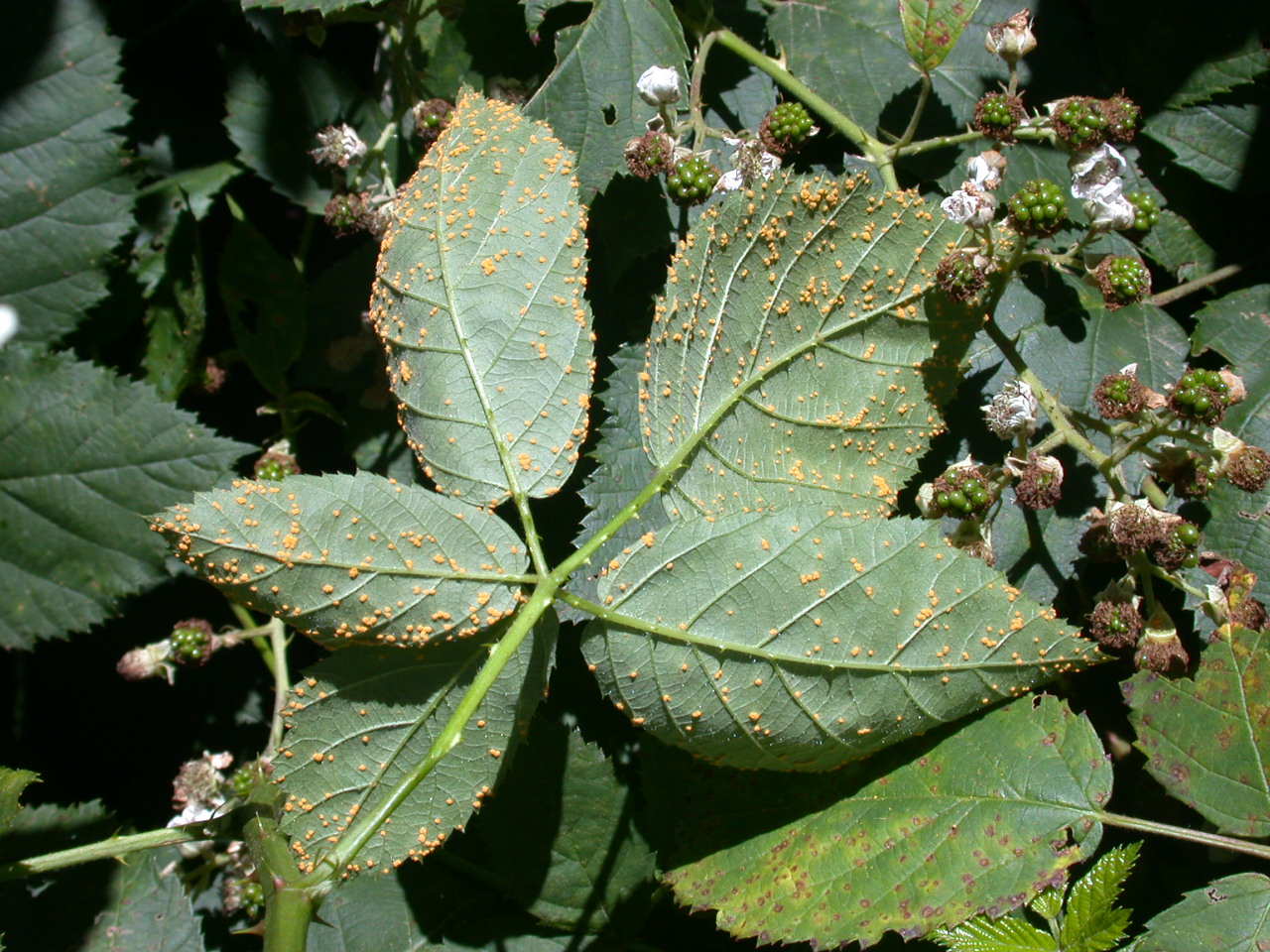
Ecja na liściu

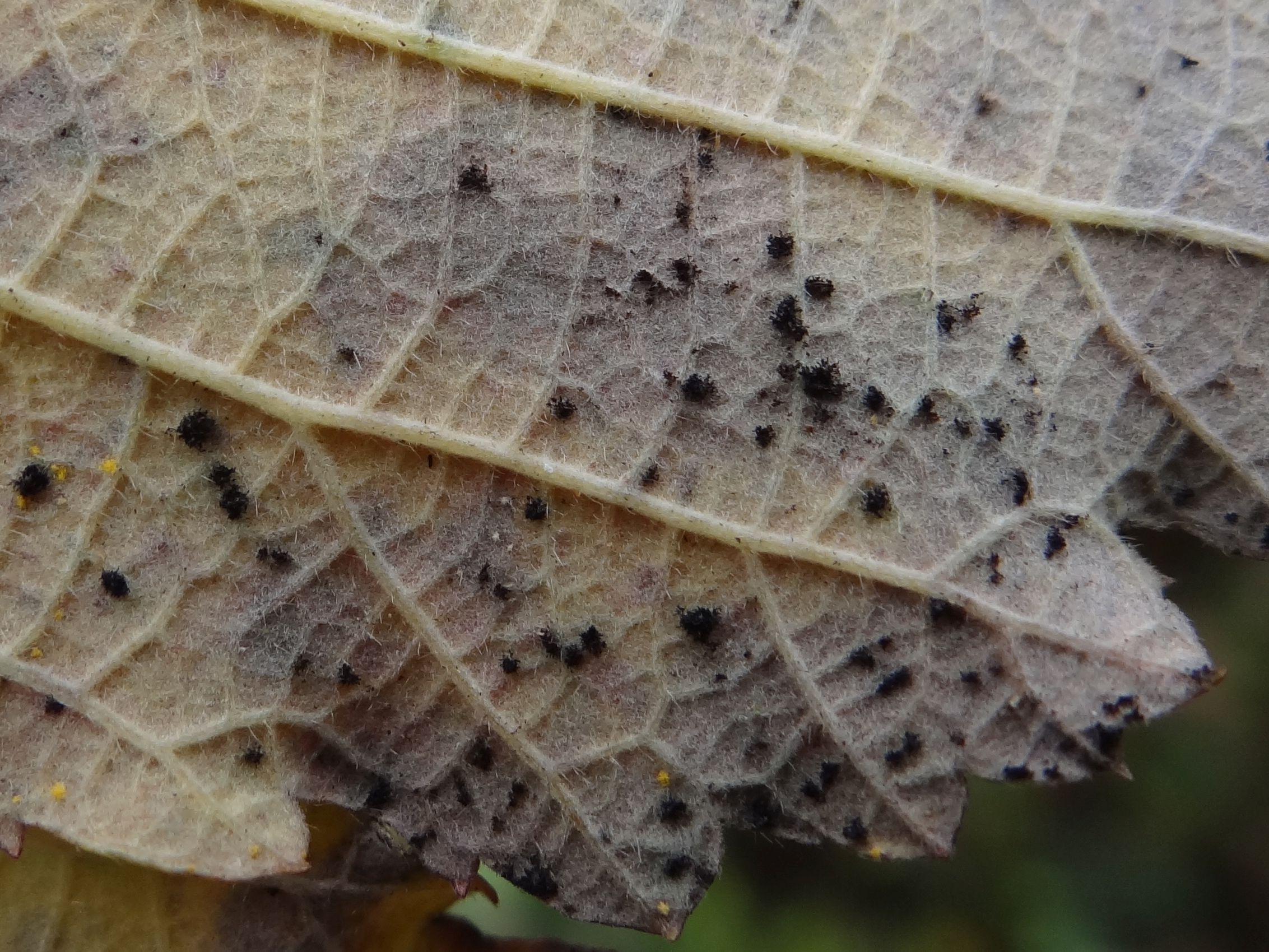
Telia na liściu

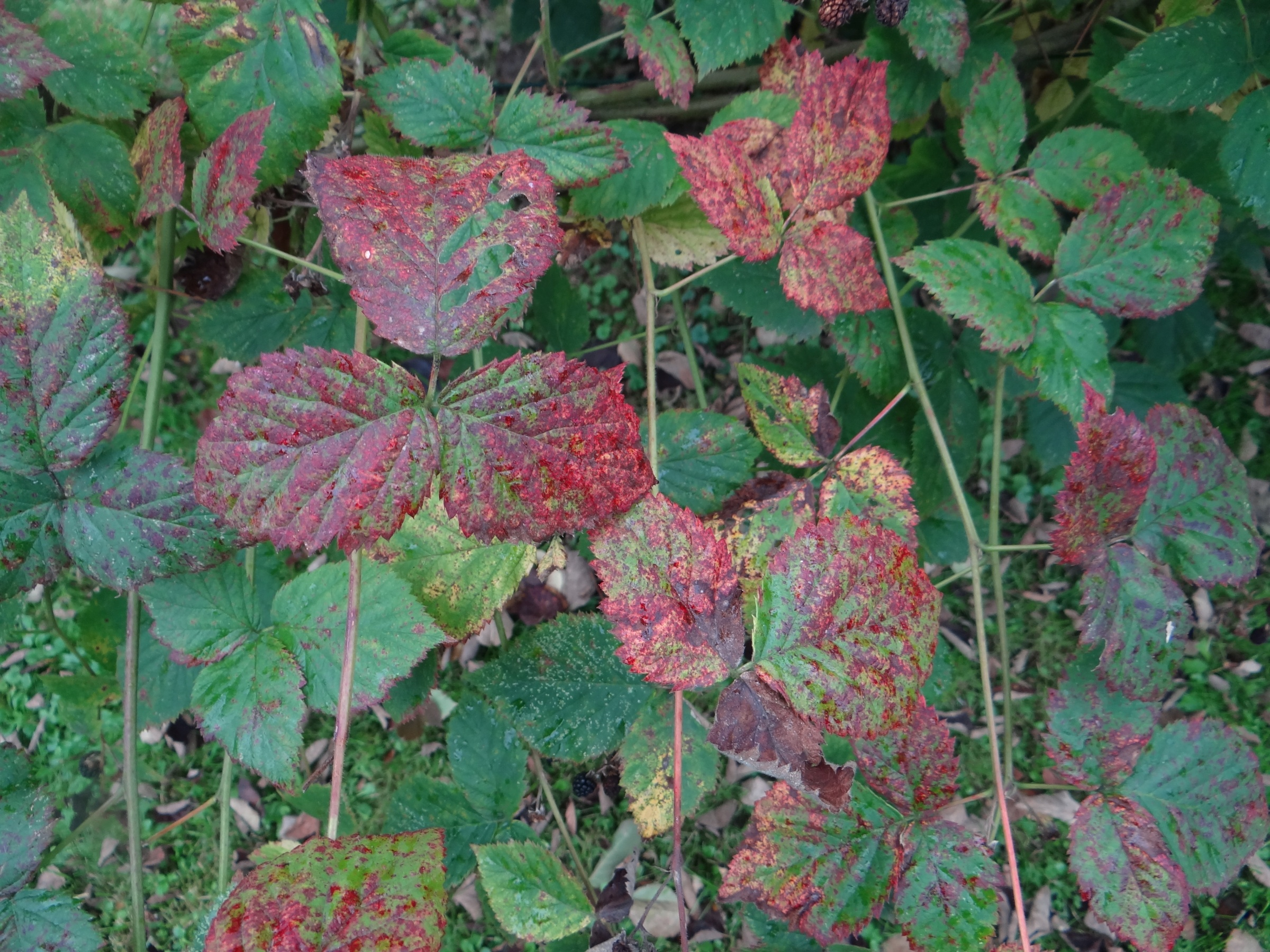
Silnie porażone liście

Rdza jeżyny – grzybowa choroba roślin z grupy rdzy, wywoływana przez Phragmidium violaceum i Phragmidium bulbosum. Występuje zarówno na jeżynach uprawnych, jak i na dziko rosnących gatunkach jeżyn.

## Objawy
Pod koniec maja i na początku czerwca na młodych pędach oraz na dolnej stronie liści pojawiają się żółtopomarańczowe tzw. „ogniki”. Są to skupiska ecjów, w których wytwarzane są zarodniki zwane ecjosporami. Na górnej stronie liści nad ognikami pojawiają się żółtobrązowe plamy z czerwonymi obwódkami. Od czerwca do lipca na dolnej stronie liści powstają rdzawe skupiska urediniów wytwarzających urediniospory rozprzestrzeniające chorobę. Jesienią powstają na liściach czarne grudki. Są to skupiska teliów, w których powstają zarodniki przetrwalnikowe (teliospory). Silnie porażone liście zamierają, a na zainfekowanych pędach powstają pęknięcia. Z czasem występują na nich miejsca dotknięte nekrozą, czyli obszary obumarłej tkanki.

## Epidemiologia
Pasożyt obligatoryjny, jednodomowy i pełnocyklowy. Znaczy to, że może się rozwijać tylko na żywych organizmach, jego rozwój odbywa się na jednym tylko żywicielu, i w trakcie tego rozwoju wytwarza wszystkie 5 właściwych dla rdzy rodzajów zarodników. 
Zimuje na opadłych liściach. Wiosną wytwarzane są na nich zarodniki płciowe (bazydiospory). Roznoszone przez wiatr dokonują infekcji pierwotnej na liściach i pędach jeżyn.

## Ochrona
Zapobiega się chorobie i ogranicza jej rozwój poprzez:
- sadzenie zdrowych sadzonek ze sprawdzonych źródeł
- uprawianie odmian odpornych na tę chorobę
- unikanie nadmiernego zagęszczenia pędów
- usuwanie porażonych pędów zaraz po zauważeniu pierwszych objawów choroby, a po zbiorze owoców szybkie usuwanie wszystkich pędów owoconośnych
- ograniczenie nawożenia azotem

Chemicznie zwalcza się chorobę przez opryskiwanie fungicydami.